# 南魚沼市立塩沢中学校
南魚沼市立塩沢中学校（みなみうおぬましりつ しおざわちゅうがっこう）は、新潟県南魚沼市中にある市立中学校。

## 概要
1972年に開校。全校生徒数約460名（1年約170名・2年約120名・3年約170名、2021年度）。

## 沿革
- 1972年 - 塩沢町立の中学校4校を統合し、（新）塩沢町立塩沢中学校が開校する。（名目統合）
- 2001年10月28日 - 統合30周年記念式典挙行。
- 2005年10月1日 - 南魚沼市への編入合併に伴い現校名に改称し、同時に現住所となる。
- 2021年10月30日 - 統合50周年記念式典

## 通学区域
#外部リンクを参照。

### 進学前小学校
- 南魚沼市立上田小学校
- 南魚沼市立栃窪小学校
- 南魚沼市立塩沢小学校
- 南魚沼市立中之島小学校
- 南魚沼市立石打小学校
- 南魚沼市立上関小学校

## 交通
- JR上越線 塩沢駅から徒歩約15分[1]

## 著名な出身者
- 阿部拳斗（元独立リーグ野球選手）
- 小野塚彩那（ソチオリンピック銅メダリスト。女子フリースタイルスキー、ハーフパイプ選手）
- 小野沢裕子（フリーアナウンサー）
- 山崎智彦（NHKアナウンサー）
- 鈴木Q太郎（お笑い芸人）